# Sommarbuddleja
Sommarbuddleja (Buddleja alternifolia) är en art i familjen flenörtsväxter från centrala Kina. Arten odlas som trädgårdsväxt i södra Sverige.
Sommarbuddleja bildar buskar som blir mellan 1 och 4 meter höga, ibland dock upp till 9 meter. Grenarna är fyrkantiga, stjärnhåriga och kortskotten är överhängande. Bladen är skaftade på långskotten och sitter strödda, de är stjärnhåriga på båda sidor eller har kala översidor, bladkanten är helbräddad eller vågigt tandad. Bladskivorna är lansettlika till nästan linjära, 3–10 cm långa och 0,2–1,3 cm breda, basen är killik och spetsen är trubbig till utdraget spetsig. Blad på blommande grenar har korta skaft eller är skaftlösa, de är också mindre än andra blad. Blommorna sitter i täta knippen på fjolårets kortskott och är doftande. Fodret är klocklikt med stjärn- och körtelhår. Kronan är lila till violett eller purpur med orange svalg, 6–10 mm lång med fyra flikar. Frukten är en elliptisk kapsel med vingade frön.
Till skillnad från syrenbuddlejan (B, davidii) blommar arten på fjolårsskotten och skall därför inte beskäras på våren.

## Hybrider
Sommarbuddleja bildar hybrider med Buddleja crispa som fått namnet Buddleja ×wardii.

## Synonymer
- Buddleja legendrei Gagnepain
- Buddleja minima S. Y. Pao.